# مارک هنسل
مارک هنسل (انگلیسی: Marc Hensel؛ زادهٔ ۱۷ آوریل ۱۹۸۶) بازیکن فوتبال اهل آلمان است.
از باشگاه‌هایی که در آن بازی کرده‌است می‌توان به باشگاه فوتبال ارتسگبیرگ آئو، باشگاه فوتبال دینامو درسدن، باشگاه فوتبال انرژی کوتبوس، و باشگاه فوتبال کمنیتس اشاره کرد.